# استوانما

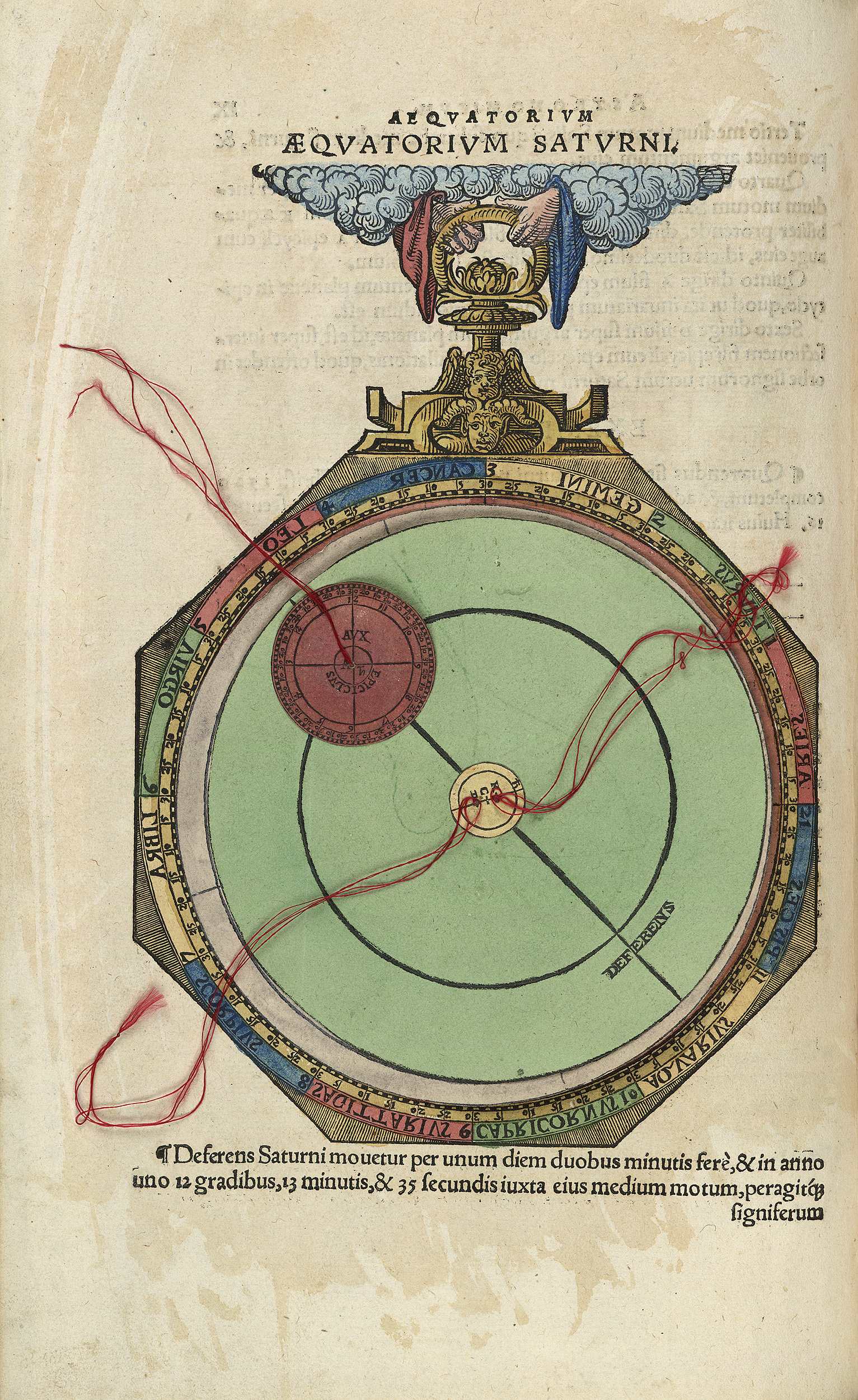
تصویری از یک استوانما

استوانما (به انگلیسی: Equatorium) یا صَفیحِه یک ابزار محاسبه نجومی است که توسط آن می‌توان موقعیت ماه، خورشید و سیارات را بدون محاسبات ریاضی و با استفاده از یک مدل هندسی زمین مرکزی به‌دست آورد.
اولین سابقه موجود از وسیله ای که به کمک آن موقعیت دقیق خورشید اندازه‌گیری شود، در کارهای دانشمند یونانی قرن پنجم، پروکلس لیکایوس یافت شده‌است، جایی که او دستورالعمل‌هایی در مورد نحوه ساخت یک وسیله چوبی یا برنزی را می‌دهد. اگرچه استوانمای سیاره ای احتمالاً توسط یونانی‌های باستانی ساخته شده‌است، اولین توصیف از وسیله ای که مکان سیارات را نشان می‌دهد در کتاب دانستنی‌های نجوم اثر آلفونسو دهم در قرن سیزدهم است. کتاب تئوری سیاره‌نما نوشته شده توسط کامپانوس نیز حاوی اولین دستور ساخت استوانما به زبان لاتین در اروپا است.
در سده یازدهم میلادی ابراهیم زرقالی اقدامات اساسی در توسعه استوانما مبتنی بر مدل زمین مرکزی بطلمیوس انجام داد و مطالعات وی را تصحیح کرد. ریچارد والینگفورد نبر یک استوانمای پیچیده به نام آلبیون (Albion) در سال ۱۳۲۶ میلادی ساخته‌است که برخلاف اکثر استوانماهای آن زمان توانایی پیش بینی خورشید گرفتگی و ماه گرفتگی را نیز داشته‌است. در قرن پانزدهم میلادی نیز ابزاری به نام طَبَق المَناطِق توسط غیاث الدین جمشید کاشانی ساخته شده‌است که توسط آن حرکات ماه و خورشید و سیارات بر اساس عرض جغرافیایی یا به عبارتی بر اساس مختصات استوایی قابل محاسبه بوده‌است.